# حالت میانه کینز

نمودار حالت میانه کینز

نمودار میانه کینزی فرمولاسیون ایده‌های اصلی در نظریه عمومی کینز. به نظر می‌رسد این موضوع نخستین بار توسط پل ساموئلسون در کتاب درسی  اقتصاد: مقدماتی تجزیه و تحلیل به عنوان مؤلفه اصلی نظریه اقتصاد کلان بیان شد. در نمودار میانه کینز درآمد کل (برچسب Y را در محور افقی) و هزینه کل برنامه‌ریزی شده یا مجموع هزینه‌ها (برچسب AD در محور عمودی) قرار دارند.

## بررسی اجمالی
در نمودار متقابل کینزی، خط آبی شیب دار به سمت بالا بیانگر هزینه کل برای کالاها و خدمات توسط کلیه خانواده‌ها و بنگاه‌ها به عنوان تابعی از درآمد آنها است. خط ۴۵ درجه نمایانگر یک منحنی عرضه کل است که مظهر این ایده است که تا زمانی که اقتصاد با اشتغال کمتر از اشتغال کامل کار کند، هر آنچه که خواسته شود تأمین می‌شود. هزینه‌های کل و درآمد کل با تقسیم ارزش پول کلیه کالاهای تولید شده در اقتصاد در یک سال معین و با شاخص قیمت اندازه‌گیری می‌شوند و ساختار حاصل تولید ناخالص داخلی حقیقی نامیده می‌شود.
جمع کل درآمدهای به دست آمده در اقتصاد در یک دوره زمانی معین، دقیقاً برابر با کل کل مخارج است، هویتی که ناشی از جریان مدور اقتصاد است. اما تمام مخارج برنامه‌ریزی شده نیست به عنوان مثال، اگر یک کارخانه اتومبیل ۱۰۰۰ اتومبیل تولید کند، اما همه آنها فروخته نشوند، خودروهای فروخته نشده به عنوان سرمایه‌گذاری موجودی انبار در حساب‌های تولید ناخالص داخلی شناخته می‌شوند. درآمد کسب شده توسط افرادی که آن اتومبیل‌ها را تولید می‌کنند جزئی از درآمد کل است و ارزش تمام اتومبیل‌های تولید شده بخشی از کل هزینه‌ها است و تنها ارزش خودروهای فروخته شده بخشی از هزینه‌های برنامه‌ریزی شده کل است.
در نمودار، سطح تعادل درآمد و هزینه مشخص می‌شود جایی که منحنی تقاضای کل خط ۴۵ درجه را قطع می‌کند. در این مرحله انباشت ناخواسته موجودی وجود ندارد. نقطه تعادل با عنوان Y 'مشخص شده است. طبق فرضیات استاندارد در مورد عوامل تعیین‌کننده هزینه‌های کل، منحنی AD کم شیب تر از خط ۴۵ درجه است و سطح تعادل درآمد Y، پایدار است. اگر درآمد کمتر از Y باشد، هزینه‌های کل از درآمد کل تجاوز می‌کند و شرکت‌ها متوجه می‌شوند که موجودی آنها در حال سقوط است. آنها کارگران بیشتری را استخدام می‌کنند و درآمد حاصل با حرکت به سمت Y افزایش می‌یابد. در مقابل، اگر درآمد از Y بیشتر باشد، هزینه‌های کل کمتر از درآمد کل است و شرکت‌ها متوجه می‌شوند که موجودی‌ها در حال افزایش هستند. آنها کارگران را اخراج می‌کنند و درآمد آنها کاهش می‌یابد. Y 'تنها سطح درآمدی است که در آن هیچ تمایلی برای تغییر رفتار از طرف بنگاه‌ها نیست.
اشتغال کل با تقاضای نیروی کار تعیین می‌شود زیرا شرکت‌ها با استخدام یا اخراج کارمندانشان نیروی کار کافی را برای تولید کالاهای مورد نیاز برای تأمین هزینه‌های کل تعیین می‌کنند. در نظریه اقتصادی کینزی، فرض می‌شود که تعادل در کمتر از اشتغال کامل اتفاق بیفتد، فرضی که با توصل به ارتباط تجربی بین اشتغال و بازده معروف به قانون اوکان توجیه می‌شود.
هزینه‌های کل را می‌توان به چهار بخش اصلی تقسیم کرد؛ که شامل هزینه‌های مصرفی C، هزینه‌های برنامه‌ریزی شده برای سرمایه‌گذاری I، هزینه‌های دولت برای کالاها و خدمات، G و خالص صادرات، NX است. در ساده‌ترین بیان نظریه کینزی، یک اقتصاد بسته است (که دلالت بر این دارد که NX = ۰)، و سرمایه‌گذاری برنامه‌ریزی شده برون زا است و توسط روحیه حیوانی سرمایه گذاران تعیین می‌شود. مصرف تابعی از درآمد است، C = a + bY که به ضریب شیب b میل نهایی به مصرف گفته می‌شود. اگر هر یک از مؤلفه‌های تقاضای کل a , Ip یا G برای سطح معینی از درآمد افزایش یابد، منحنی تقاضای کل تغییر می‌کند و تقاطع منحنی AD با خط ۴۵ درجه به سمت راست منتقل می‌شود. به‌طور مشابه، اگر هر یک از این سه مؤلفه سقوط کنند، منحنی AD به سمت پایین منتقل می‌شود و تقاطع منحنی AD با تغییر خط ۴۵ درجه به سمت چپ منتقل می‌شود. در تئوری عمومی، کینز رکود بزرگ را به عنوان یک تغییر رو به پایین منحنی AD به خاطر از دست دادن اعتماد به نفس تجارت و فروپاشی سرمایه‌گذاری برنامه‌ریزی شده توضیح داد.

## فرمول اصلی
میانه کینز ساده‌سازی ایده‌های موجود در چهار فصل اول نظریه عمومی است؛ که این به چندین روش قابل توجه با فرمول اصلی متفاوت است. کینز در فرمول اصلی خود یک جفت عملکرد را پیش‌بینی کرده بود که وی از آن به عنوان تقاضای کل و یک تابع عرضه کل نام می‌برد. اما برخلاف فرمول موجود در کتاب درسی ساموئلسون، اینها روابط بین هزینه‌های کل و درآمد حقیقی کل نبود بلکه به عنوان روابطی که تولید ناخالص داخلی و میزان اشتغال را به هم مرتبط می‌کند پیش‌بینی شده‌است. کینز یک فصل کامل از تئوری عمومی، فصل ۴ را به انتخاب واحدها اختصاص داد. او در کتاب فقط از دو واحد استفاده می‌کند: واحد پول و ساعت کار. تولید ناخالص داخلی را می‌توان به‌طور واضح در واحدهای پولی مانند دلار یا یورو اندازه‌گیری کرد، فرمول جایگزین از اندازه‌گیری تولید ناخالص داخلی این است که می‌تواند با تقسیم ارزش دلار تمام کالاها و خدمات تولید شده در یک سال معین با اندازه‌گیری دستمزد پول ساخته شود.
در فرمول اصلی اقتصاد کینزی در نظریه عمومی، کینز مفهوم کلاسیک را رها کرد که تقاضا و عرضه نیروی کار همیشه برابر است و به سادگی منحنی عرضه نیروی کار را از تحلیل خود کنار گذاشت. عدم موفقیت کینز در ارائه یه جایگزین برای نظریه او منجر به اختلاف نظر گسترده دربارهٔ مبانی فکری اقتصاد کینزی شد.

## مفروضات
میانه کینزی تعادل را تحت چندین فرض ایجاد می‌کند. ابتدا، منحنی AD (آبی) مثبت است. فرض بر این است که منحنی AD مثبت است زیرا افزایش در تولید ملی باید منجر به افزایش درآمد قابل تصرف و در نتیجه افزایش مصرف شود که بخشی از تقاضای کل را تشکیل می‌دهد.دوم، فرض می‌شود که منحنی AD دارای رهگیری مثبت و عمودی می‌باشد. منحنی AD برای عبور از منحنی AD = Y باید دارای رهگیری مثبت و عمودی باشد. اگر منحنی‌ها از هم عبور نکنند، هیچ تعادلی وجود ندارد و خروجی تعادل را نمی‌توان تعیین کرد. منحنی AD تا زمانی که تقاضای کل وجود داشته باشد - از هزینه‌های مصرف‌کننده، سرمایه‌گذاری، صادرات خالص یا هزینه‌های دولت - حتی اگر هیچ خروجی ملی نداشته باشد، رهگیری مثبت و عمودی خواهد داشت. با توجه به مقدار ضرب بالا شیب منحنی AD تندتر است.

## یادداشت
1. ↑  http://www.rogerfarmer.com/rogerfarmerblog/2014/02/a-quiz-for-wannabe-keynesians.html?rq=keynesian%20cross بایگانی‌شده  در ۱۳ ژوئیه ۲۰۲۰ توسط Wayback Machine My Quiz for Wannabee Keynesians
2. ↑  Farmer, Roger E. A. (2010). Expectations Employment and Prices. New York, USA: Oxford University Press. p. 69. ISBN 978-0-19-539790-1.
3. ↑  Farmer, Roger E. A. (2008). "Aggregate Demand and Supply" (PDF). International Journal of Economic Theory. 4 (1): 77–93. doi:10.1111/j.1742-7363.2007.00069.x.
4. ↑  Suranovic, Steven M. "Chapter 50-7: The Keynesian Cross Diagram." International Finance Theory and Policy. Last Updated on 1/20/05 http://internationalecon.com/Finance/Fch50/F50-7.php
5. ↑  Snowdon, Brian; Vane, Howard R. (2005). Modern Macroeconomics: Its Origins, Development and Current State. Cheltenham, UK: Edward Elgar. p. 61. ISBN 978-1-84542-467-1.